# Vlag van Tlaxcala
De vlag van Tlaxcala  bestaat uit twee velden verdeeld door een diagonale lijn met identieke afmetingen, met de kleuren in rood vanaf de mastzijde, in wit het tweede diagonale veld en in het midden het wapen van Tlaxcala, met een diameter van driekwart van de breedte van de genoemde streep en met de tekst "EDO. DE TLAXCALA" onderaan de rode veld. Een lint of das van dezelfde kleuren mag onderaan de moharra gedragen worden. De vlag heeft de hoogte-breedteverhouding van de vlag net als die van de Mexicaanse vlag 4:7 is.
Op 30 december 2016 verrichtte het Staatscongres de protocollaire handeling van wettelijke erkenning van de vlag van de staat Tlaxcala binnen het Eerbare Staatscongres. Na de handtekening van de huidige afgevaardigde overhandigde hij de vlag en werd deze in zijn officiële nis geplaatst. De vlag wordt momenteel zowel door de overheid als door burgers gebruikt.

## Geschiedenis

Vlag van Spaanse kolonisten.

In Tlaxcala gebruikt men al eeuwen (sinds de Mexicaanse Onafhankelijkheidsoorlog vaak heimelijk) rood-witte vlaggen om de band tussen de Tlaxcalteken en de Spaanse kolonisten uit te drukken. De Spaanse kolonisten kwamen in de 16e eeuw namelijk voor de Tlaxcalteken als geroepen om de toenmalige aartsvijand, het Azteekse rijk, te verslaan. Vanwege de steun die de Tlaxcalteken leverden tijdens de verovering van Mexico, genoot Tlaxcala gedurende de hele koloniale periode een semiautonome status. Na de onafhankelijkheid van Mexico in 1821 ontstond er enige discussie over de precieze status van Tlaxcala; sommigen vonden dat Tlaxcala wegens de rol tijdens de Spaanse verovering niet dezelfde rechten moest krijgen als de andere Mexicaanse staten. In 1857 werd uiteindelijk besloten Tlaxcala als volwaardige staat van de Verenigde Mexicaanse Staten te erkennen, maar de Tlaxcalteken worden soms nog steeds als verraders gezien.
In 1981 ontwierp de kunstenaar Desiderio Hernández Xochitiotzin, op initiatief van gouverneur Tulio Hernández, de vlag van de staat Tlaxcala, die hij later zou schilderen op de muurschildering El siglo de oro tlaxcalteca, op de centrale muur van het trappenhuis dat de twee verdiepingen van het Palacio de Gobierno verbindt. De kleuren van de vlag van Tlaxcala zijn overgenomen van het ontwerp van de vlag van Castilië en León, namelijk goud en zilver, ter ere van de regering van Karel V, die de koninklijke oorkonde van het wapen aan Tlaxcala gaf met dezelfde kleuren, rood en wit. Jaren later werd de vlag van Tlaxcala gebruikt op canvas, zonder dat het toen een officieel gebruik had.
De meeste Mexicaanse staten hebben geen officiële staatsvlag. De staatsvlag van Jalisco was de eerste staatsvlag die officieel werd aangenomen op 2 februari 2008. Daarna hebben andere staten officiële staatsvlaggen aangenomen, maar dit zijn witte banieren met het staatswapen in het midden, zoals in het geval van Durango, Baja California Sur, Guerrero, Querétaro en Quintana Roo. Na de Jalisco's namen de Tlaxcalanen de tweede staatsvlag aan met een ontwerp dat afwijkt van de witte vlaggen van andere staten, in tegenstelling tot de Yucatecanen, die in deze context al de eerste stappen hadden gezet.
Op 30 oktober 2011 erkende de gemeenteraad van de gemeente Tlaxcala de Xicohténcatl de vlag van Tlaxcala als symbool van de staat en de gemeente. Het werd aldus vastgelegd in de politie- en bestuursverordening van de hoofdstad van deze entiteit. De laatste twee gouverneurs van Tlaxcala (beide van verschillende politieke partijen) waren de belangrijkste promotors van de vlag van Tlaxcala als symbool van de entiteit, ook werd deze vlag in 2011 wettelijk erkend door het staatscongres. De bevolking van Tlaxcala gebruikt de vlag om hun Tlaxcaltaanse identiteit uit te drukken. In de stad Tlaxcala werden officiële handelingen van de deelstaatregering herdacht waarbij de Tlaxcalaanse vlag onder gebruik en gewoonte verschijnt door zowel de gouverneur van de deelstaat als de burgerbevolking.
Uiteindelijk heeft de deelstaatregering een wet aangenomen om het gebruik en ontwerp van de vlag van Tlaxcala te officialiseren. Deze wet werd op 30 december 2016 aangenomen door de Commissie van Onderwijs, Cultuur, Wetenschap en Technologie. Tlaxcala is de tweede deelstaat, na Jalisco, die een andere vlag dan de nationale vlag heeft aangenomen.

### Historische vlaggen
| Vlag | Periode    | Functie | Beschrijving |
| --- | ---------- | --- | --- |
| De vlag van Tlaxcala werd geschilderd op het gebouw van het Regeringspaleis in Tlaxcala door de schilder en plastisch kunstenaar Desiderio Hernández Xochitiotzin.         | 1981-1998  | De vlag van Tlaxcala werd geschilderd op het gebouw van het Regeringspaleis in Tlaxcala door de schilder en plastisch kunstenaar Desiderio Hernández Xochitiotzin.         | Twee velden verdeeld door een diagonale lijn, in wit en rood met het wapen van Tlaxcala in het midden.                                                                   |
| De tweede staatsvlag is vastgesteld, zonder wettelijke erkenning maar is bij sommige gelegenheden gebruikt als staatsembleem.                                              | 1998-2006  | De tweede staatsvlag is vastgesteld, zonder wettelijke erkenning maar is bij sommige gelegenheden gebruikt als staatsembleem.                                              | Een wit veld met het wapen van Tlaxcala in het midden. |
| De derde staatsvlag wordt ingesteld, zonder wettelijke erkenning door het congres maar bij sommige gelegenheden gebruikt door de regering van Héctor Ortiz Ortiz.          | 2006-2011  | De derde staatsvlag wordt ingesteld, zonder wettelijke erkenning door het congres maar bij sommige gelegenheden gebruikt door de regering van Héctor Ortiz Ortiz.          | Twee velden verdeeld door een diagonale lijn, in wit en rood met het wapen van Tlaxcala in het midden, met linksonder de tekst "EDO. DE TLAXCALA" onderaan de rode veld. |
| De vierde staatsvlag is vastgesteld, wettelijk erkend in 2016 en bij sommige gelegenheden gebruikt door de regering van Mariano González Zarur en door de burgerbevolking. | 2016-heden | De vierde staatsvlag is vastgesteld, wettelijk erkend in 2016 en bij sommige gelegenheden gebruikt door de regering van Mariano González Zarur en door de burgerbevolking. | Twee velden verdeeld door een diagonale lijn, in wit en rood met het wapen van Tlaxcala in het midden.                                                                   |

Het gebruik van de rood-witte kleuren werd door de Mexicaanse overheid, die de Azteken als 'goed' beschouwt en de Spanjaarden als 'fout', lange tijd tegengegaan. Tegenwoordig wappert de rood-witte vlag (met wapen) weer volop in Tlaxcala, hoewel men soms ook witte vlaggen met het wapen erop gebruikt.